# Uricani
Uricani is een stad (oraș) in het Roemeense district Hunedoara. De stad telt 10.307 inwoners (2002). Uricani ligt 26 km ten zuidwesten van Petroșani in de Jiu vallei. Het mijncentrum was opgericht in 1947.

## Publicaties
Hunedoara county. (tourist itineraries), [z.j.]